# パピレス
株式会社パピレス（英: PAPYLESS CO.,Ltd.）は、電子書籍レンタルサイト『Renta!』などを運営する会社。
1995年3月、富士通社員だった天谷幹夫が社内起業制度を利用し、フジオンラインシステムとして設立。2000年に現社名に商号を変更した。

## 沿革
- 1995年（平成7年）3月31日 - 創業者である天谷幹夫が、富士通株式会社の社外ベンチャー制度（社員の起業支援制度）を利用して、通信ネットワークによる電子書籍販売を事業とする株式会社フジオンラインシステムを設立
- 1995年11月 - パソコン通信上で「電子書店パピレス」開始
- 1996年（平成8年）12月 - インターネットサイト「電子書店パピレス」開始
- 2000年（平成12年）
  - 5月 - 韓国の電子書店barobookと業務提携。
  - 10月 - 株式会社パピレスに商号変更。
  - 12月 - トクパピ会員制導入。
- 2002年（平成16年）1月 - シャープ株式会社が運営するインターネットのWEBサイト上で電子書籍販売を開始。
- 2003年（平成17年）10月 - KDDI株式会社の運営するauで携帯電話公式サイトを開始。
- 2004年（平成16年）
  - 1月 - 提携店用電子書籍販売支援システム「eBookBank」の販売、並びにボーダフォン株式会社の運営するVodafone(現SoftBank)で携帯電話専用サイトの運営を開始。
  - 10月 - ヤフー株式会社の運営する「Yahoo!コミック」で電子書籍販売を開始。
  - 12月 - 紀伊國屋書店へeBookBankを導入。同書店のサイトで電子書籍を販売開始。
- 2005年（平成17年）7月 - 株式会社エヌ・ティ・ティ・ドコモが運営するiモードで携帯電話公式サイトを開始。
- 2006年（平成18年）5月 - 携帯電話でオリジナル月額雑誌「ポケットマガジン」を連載開始。
- 2007年（平成19年）4月 - 電子書籍レンタルサイト「電子貸本Renta!」開始。
- 2009年（平成21年）
  - 9月30日 - 主要株主であった富士通株式会社が、株式会社オプトにパピレス株式の14.65％を譲渡したことにより、株式会社オプト（現・デジタルホールディングス）が主要株主となる[3]。
  - 12月11日 - 株式会社メディアファクトリーと提携し、電子書店パピレスにて電子書籍オリジナルのコミック雑誌「Comic CYUTT（コミックキュット）」の配信を開始[4]
- 2010年（平成22年）6月23日 - 大阪証券取引所（JASDAQ）に上場。
- 2011年（平成23年）
  - 6月9日 - 台湾最大の通信事業会社中華電信へコンテンツ提供を開始。
  - 9月1日 - 「電子貸本Renta!」英語版サイトの開始[5]
- 2012年（平成24年）
  - 4月17日 - 電子書籍投稿＆編集プラットフォーム「upppi」を公開。
  - 10月 - 「Kindleストア」へのコンテンツ提供を開始。施設利用者向け電子書籍読み放題サービスを開始[6]。
- 2013年（平成25年）6月 - 独自開発の電子専用コミック「ReComic」の配信開始[7]
- 2014年（平成26年）
  - 1月 - 独自開発の電子専用コミック「ReComic」を、大幅にリニューアルし、コマ送り動画コンテンツ「コミックシアター」として再リリース[8]
  - 2月 - スクロール操作のビジュアル電子書籍「絵ノベル」の配信開始[9]。
  - 2月 - Yahoo!ブックストアとの相互連携開始[10]。
  - 6月 - 「パピレスプラス」(後・犬耳書店)開始
  - 9月12日 - 台湾に子会社「巴比樂視網路科技股份有限公司」を設立。
  - 10月 - 台湾向けサイト「亂搭租書網」を設立。
- 2015年（平成27年）
  - 7月27日 - GYAO!と合弁で子会社「株式会社ネオアルド」を設立[11]。
  - 9月15日 - 電子書籍サイト「Renta!」において、スマートフォンに最適化された、縦スクロールでコミックを閲覧する機能が付加されたビューアをリリース[12]
- 2016年（平成28年）
  - 8月 - 電子書籍レンタルサイト「Renta!」において、 縦スクロールで読むフルカラーコミック「タテコミ」の販売を開始[13][14]
  - 9月 - 本社を豊島区から千代田区へ移転。
  - 12月 - 自社レーベル「DeNIMO」の配信開始
- 2017年（平成29年）
  - 1月4日 - 自社番組「コミックBAR Renta!」放送開始。
  - 5月1日 - 英語版「Renta!」を運営する子会社として「PAPYLESS GLOBAL,INC.」を設立。
  - 12月22日 - ネオアルドとバンタンの連携プロジェクト「コミックシアター フルボイス版」の共同制作作品が配信開始。
- 2018年（平成30年）
  - 1月 - 電子書籍レンタルサイト「Renta!」において、 縦スクロールで読むフルカラーコミック「タテコミ」にアニメーション効果を付加したサービス「タテコミMove!」を開始[15]
  - 4月 - 香港に子会社「PAPYLESS HONG KONG CO.,LTD.」を設立
  - 6月 - 自社コミックレーベル「Rentaコミックス」の配信開始[16]
- 2019年（令和元年）
  - 7月 - アムタスと共同で海外向け電子書籍取次販売を行う子会社「アルド・エージェンシー・グローバル株式会社」を設立[17]
  - 9月 - 電子書籍サイト「Renta!」にて、スマホで見る縦型マンガアニメーション「アニコミ」をリリース[18]
- 2021年（令和3年）
  - 2月25日 - 電子書店パピレスをRenta!へ統合[19]。
  - 4月22日 - 電子書籍レンタルサイト「Renta!」にて、配信日からの期間に応じてレンタル価格が変動する「新作レンタル」「準新作レンタル」サービスを開始[20]
  - 4月28日 - デジタル書き下ろしのオリジナルライトノベルレーベル「Rentaノベルス」を開始[21]
  - 12月21日 - 犬耳書店をRenta!へ統合。
- 2022年（令和4年）
  - 9月16日 - オリジナルモーションコミック「アニコミ」のYouTubeチャンネルを開設[22]
  - 10月10日 - アニコミ「女体化した僕を騎士様達がねらってます」をTOKYO MX1およびエムキャスにて放送[23]
- 2023年（令和5年）
  - 4月22日 - セガサミーホールディングス株式会社との資本業務提携契約の締結[24]
  - 5月 - セガサミーホールディングス株式会社と共同で「JadeComiX株式会社」を設立[25]

## Renta!
パピレスが2007年4月から運営しているコミックを中心としたマルチデバイス対応ストリーミング型電子書籍レンタルサイト。オンラインで電子コミックをレンタルするサービスは日本初。当初は『まもって守護月天!』『魔探偵ロキ』などをそろえた。海外向けに子会社の巴比樂視網路科技股份有限公司が繁体字版「Renta!」の運営を、PAPYLESS GLOBAL,INC.が英語版「Renta!」の運営を行っている。
レンタルプランは48時間レンタルと無期限レンタルがあり、支払いはチケット課金方式。
電子書籍配信システム「MEDUSA(メデューサ）」により、WEBブラウザ上で閲覧可。

## オリジナルコンテンツ事業
- Rentaコミックス - Renta! のオリジナルレーベル
  - COMICスピア - オリジナル異世界ファンタジーレーベル[15]
  - Rentaノベルス - ライトノベルレーベル[21]
  - hanamomo - オリジナルの少女漫画レーベル[28]
- DeNIMO - 電子発のオリジナル漫画・小説レーベル